# Эгер, Эдит Ева
Эдит Ева Эгер (англ. Edith Eva Eger, родилась 29 сентября 1927 года) — психолог, практикует в Соединённых Штатах. Она, пережившая Холокост, специалист по посттравматическому стрессовому расстройству. Её мемуары под названием «Выбор», опубликованные в 2017 году, стали международным бестселлером.

## Биография

### Детство
Эдит Ева Элефант родилась 29 сентября 1927 года в городе Кошице в Чехословакии в венгерской еврейской семье Лайоша Элефанта и его жены Илоны. Она была младшей из трёх дочерей, старшие сестры Магда и Клара. Отец был известным портным в городе, семья ни в чём не нуждалась, но Эдит не хватало главного — теплоты в отношениях между родителями.

С пяти лет Эдит стала заниматься балетом, с тех пор как её мама выяснила, что к музыке у Эдит нет больших способностей, но у неё есть другие таланты. После школы она проводит по пять часов в балетной студии. Впоследствии эти занятия балетом, это умение танцевать принесёт ей спасение.
«Все силы и эмоции жизни ты будешь черпать изнутри» — сказал ей однажды учитель-балетмейстер.
Подростком Эдит начинает заниматься гимнастикой, сначала как дополнительной практикой, нужной для танца, но довольно скоро гимнастика становится не меньшей страстью, если даже не равной балету. На занятиях гимнастикой она чувствует себя самой собой. Не маленькой, некрасивой, испуганной девочкой, а гимнасткой и артисткой с сильным и гибким телом. В классе из лучших гимнасток сформирована команда для подготовки к Олимпийским играм, у Эдит появляется шанс участвовать в Олимпиаде. Но из-за еврейского происхождения она не проходит отбор.
В 1938 году на основании решений Первого венского арбитража город Кошице был передан Венгрии.
В 1941 году Эдит встретила Эрика, свою первую любовь. В августе 1943 года на прогулке по берегу реки Эрик фотографирует Эдит в купальном костюме — она делает шпагаты на траве. Эту фотографию Эдит дарит подруге, а получилось на хранение.
В августе 1943 году отца забрали в трудовой лагерь, где ему, профессиональному портному, пришлось заниматься неквалифицированным трудом — таскать тяжести. Через семь или восемь месяцев, ранней весной он возвращается домой.

### Узники Освенцима
В марте 1944 года в дом врываются солдаты и забирают всю семью. Кроме Клары — она в Будапеште, где была на выступлении, и профессор не отпустил её. Семью привезли на Якабский кирпичный завод, куда согнали двадцать тысяч евреев. Нет водопровода, нет еды, люди спят прямо на земле, укрывшись пальто. Ходит слух, что всех отправят в место под названием Кеньермезо (Брэдфилде), лагерь для интернированных, где они будут работать и переживут войну со своими семьями. Но никто не знал, что это ложь, что такого места не существует.
«Мы не знаем, куда нас отправляют. Мы не знаем, что будет дальше. Просто запомни: никто не отнимет то, что у тебя в голове.»
Через месяц всех грузят в товарные вагоны и несколько дней везут в неизвестном направлении. В месте, куда они прибыли, играет музыка и видна надпись «Arbeit mаcht frei» — Освенцим. По прибытии сортировка: от четырнадцати лет до сорока остаться в очереди, старше сорока — налево. Так разлучили семью, родители погибли в газовой камере, Эдит и Магда остались вдвоём.

В один из дней в барак концентрационного лагеря приходит доктор Йозеф Менгеле, изощрённый убийца и ценитель искусств. По вечерам он прочёсывает бараки, выискивая талантливых заключённых для своих развлечений. Узницы, которые знают, что Эдит занималась балетом и гимнастикой, толкают её вперёд. Оркестр собрался на улице и начинает играть вальс «На прекрасном голубом Дунае». И Эдит танцует, танцует закрыв глаза и воображая, что она на сцене Венгерского оперного театра. Танцует, чтобы жить. Менгеле остаётся доволен и бросает ей буханку хлеба, который она делит с Магдой и со своими соседками по бараку, что в итоге помогает ей выжить.
«Выжить — это переступить через свои потребности и посвятить себя кому-то или чему-то за пределами себя. Для меня этот кто-то — Магда и это что-то — надежда снова увидеть Эрика, завтра, когда стану свободной.»
Одним зимним утром заключённых выстраивают в очередь, чтобы наколоть им номера. Когда очередь доходит до Эдит, офицер отталкивает её, не хочет даже чернил на неё тратить, и отправляет её в другую очередь, куда — неизвестно. Но Магда осталась в другой группе. Для Эдит очень важно быть с сестрой, они одни из немногих, кому повезло пока не лишиться полностью всех родных. Заключённые окружены охраной, просто так присоединиться к другой группе нет возможности. Тут Эдит несколько раз делает «колесо», отвлекает внимание охранников, а за это время Магда перебегает в очередь к Эдит — они снова вместе.

Я думала: «Кто-нибудь знает, что я здесь? Кто-нибудь знает, что детей бросают в газовые камеры?» Я молилась за охранников, потому что думала, что им, должно быть, промыли мозги, ведь мы рождаемся с любовью, с радостью, рождаемся со страстью к жизни. Ненавидеть нас учат. 
— «Видеть надежду среди безнадежности»: Эдит Эгер о том, как победить страх

### Марш смерти
В декабре 1944 года Эдит и Магду вместе с другими заключёнными грузят на платформы и вывозят из лагеря — нацисты частями эвакуируют Аушвиц. Узники, которые остались, те, кто сможет пережить ещё один месяц в лагере, — через месяц будут свободны. Но не Эдит. Через несколько дней их привезли в Германию, на ниточную фабрику, где они должны останавливать колёса прядильных машин, чтобы нити не переплетались — очень травмоопасная работа. 
Через несколько недель им выдают полосатые платья, сажают в очередной поезд, но на этот раз заставляют сидеть в полосатой униформе на крышах вагонов — чтобы англичане не решились бомбить поезд, который кроме узников везет боеприпасы. Но даже при сидящих на крыше узниках поезд бомбят. Заключённые спрыгивают с вагонов, и разбегаются в стороны. У Эдит была возможность сбежать, но она вернулась за сестрой Магдой. 
Утром их снимают с поезда, выстраивают в колонны и ведут пешком много дней, возможно недель — снег начинает таять. Останавливаются в маленьких городках по всей Германии, иногда идут на юг, иногда — на восток, по пути их заставляют работать на заводах. Заключённых с каждым днём все меньше. Стреляют тех, кто пытается бежать или не поспевает. Отморожены ноги, истощение, лихорадка, переохлаждение. Голод, много дней нет еды.
Март 1945-го. Их ведут работать на завод по производству боеприпасов рядом с чешской границей. При пожаре на заводе появляется возможность сбежать, но нет сил — полное истощение и слабость.
Их снова ведут дальше, днями и неделями. Колонну заключённых переводят через границу в Австрию и приводят в  Маутхаузена — мужской лагерь у каменоломни, где узников заставляют колоть и перетаскивать гранит. 
На следующий день новый марш — от Маутхаузена до Гунскирхена. Это филиал Маутхаузена: несколько деревянных построек в болотистом лесу — лагерь, рассчитанный на несколько сотен работников, но туда нагнали восемнадцать тысяч заключённых. Все уверены, что их прислали сюда умирать. Трудно сказать, кто жив, а кто мёртв. Тиф, дизентерия, вши, открытые раны, голод, истощение.

### Освобождение
Когда американские военные в мае 1945 года освободили лагерь Гунскирхен, Эдит лежала в куче тел не в силах двигаться. Американский солдат заметил шевеление её руки, вытащил её и Магду — спас им жизнь. В то время она весила 32 килограмма, у неё был перелом спины, брюшной тиф, пневмония и плеврит.

Освобождённые добираются до ближайшего городка Вельса, кто сам идёт, кого привозят. Никто не хочет давать им приют, антисемитизм не заканчивается вместе с войной. Американские солдаты пристраивают сестёр в дом к немецкой семье, пока они не окрепнут для дальнейшего передвижения.
"У меня ушло несколько десятилетий, чтобы понять: к своей жизни можно подойти с другим вопросом. Не «Почему я выжила?», а «Что делать с принадлежащей мне жизнью?»

### После войны
Эдит и Магда вернулись в родной город Кошице, где нашли свою сестру Клару. Во время войны Клара сумела избежать депортации и гибели, она пряталась в Будапеште, в доме своего профессора, под видом нееврейки, так как у неё были светлые волосы и голубые глаза. Их родители и Эрик, жених Эдит, не выжили в Освенциме. Родители попали в газовые камеры в первый же день пребывания в Освенциме, а Эрик не дожил до освобождения один день.
В Кошице Эдит познакомилась с Белой (Альбертом) Эгер. Во время войны он присоединился к партизанам, и тоже был оставшимся в живых евреем. Эдит вышла замуж за Белу. У них родилась дочь Марианна.
В 1949 году они с мужем готовились к переезду в новое государство Израиль, но из-за угроз коммунистов (после ареста Белы) были вынуждены бежать в США. Туда уже уехала Магда. А Клара с мужем уехали в Австралию.
В США в семье Эгер родились ещё двое детей — дочь и сын.

Эдит страдала от военной травмы и чувства вины выжившего, и не хотела говорить о войне со своими тремя детьми. Прочитав книгу «Человек в поисках смысла» Виктора Франкла в 1966 году она начала свою терапию излечения, позднее в 1968 году познакомилась и подружилась с ним. В 1990 году Эгер вернулась в Освенцим, чтобы столкнуться со своими подавленными эмоциями. По настоянию Филиппа Зимбардо она опубликовала свой опыт в своей первой книге «Выбор» в 2017 году.
«Каждое мгновение — это выбор. Неважно, сколь разрушительным, ничтожным, несвободным, болезненным или тягостным был наш опыт, мы сами всегда выбираем, как к нему относиться».
Эдит заинтересовалась психологией в конце 1950-х, когда начались проблемы со здоровьем сына Джонни. Ей порекомендовали обратиться к психотерапевту, который был приверженцем психологической школы Карла Юнга. Она начинает ходить в Техасский университет на курсы английского, чтобы улучшить свой английский. Когда язык достиг нужного уровня, в 1959 году Эдит стала студенткой бакалавриата по психологии. Но в 1960-м была вынуждена бросить университет, так как нужно было водить сына на сеансы реабилитации и восстановления здоровья. В 1966 году, когда Джонни окреп, Эдит восстанавливается в университете и продолжает учёбу.
В январе 1969 года Эдит принимает решение развестись с Белой. Она убеждена, что, несмотря на любовь, он мешает её саморазвитию. И если она собирается чего-то добиться в жизни, то должна остаться одна. В 1971 году Бела повторно делает предложение Эдит, она принимает его. И они играют свадьбу по еврейской церемонии.
В 1969 году Эдит Эгер получила научную степень по психологии в Техасском университете в Эль-Пасо, в 1974-м — магистерскую степень в области педагогической психологии, а в 1978-м в Сейбрукском университете степень доктора клинической психологии. Затем прошла стажировку в докторантуре в Военном медицинском центре имени Уильяма Бомонта в Форт-Блиссе (штат Техас). Доктор Эгер ведёт клиническую практику в Ла-Хойя (штат Калифорния), работает на факультете психологии в Калифорнийском университете в Сан-Диего и помогает ветеранам, военнослужащим и жертвам физических и психических травм. Эгер работала с участниками войн во Вьетнаме, Афганистане и Ираке, помогла открыть несколько приютов для женщин, ставших жертвами домашнего насилия.
Доктор Эгер стала учителем года в 1972 году, Женщиной года в Эль-Пасо в 1987-м и получила Награду мира от Сената штата Калифорния в 1992 году.

## Книги
- Выбор. О свободе и внутренней силе человека. В соавторстве с Эсме Швалль-Вейганд, — М.: «Манн, Иванов и Фербер», 2020 — ISBN 978-5-00-146457-0
- Дар. 12 ключей к освобождению и обретению себя. В соавторстве с Эсме Швалль-Вейганд, — М.: «Манн, Иванов и Фербер», 2021 — ISBN 978-5-00-169513-4

## Семья
- Магда — сестра, первый муж Нат Шильман, второй муж Тед Гильберт, живёт в США.
  - Илона
- Клара — сестра, была замужем за Лестер Корда, жила в Австралии.
  - Джинни
  - Шарлотта

Альберт Эгер — муж, умер в 1993 году от инфаркта.
- Марианна Энгл — дочь, замужем за лауреатом Нобелевской премии по экономике Робертом Энглом. Психолог.
  - Роб Энгл
- Одри Томпсон — дочь
  - Дэйл Томпсон
- Джон Эгер — сын

## Награды
- Командор ордена Заслуг (2022, Венгрия)[5]